# Mil Máscaras
Aarón Rodríguez Arellano (San Luis Potosí, 15 de julio de 1942), conocido popularmente como Mil Máscaras es un luchador profesional y actor mexicano. 
Es ampliamente considerado como una de las más grandes leyendas de la lucha libre profesional en México y uno de los máximos exponentes de este deporte espectáculo junto a El Santo y Blue Demon, siendo ellos tres grandes. Mil Máscaras ha sido desenmascarado en el ring y, como la mayoría de los luchadores enmascarados de su país, hace todo lo posible para ocultar su verdadera apariencia y ser reservado respecto a su vida cotidiana.

## Primeros años
Aarón Rodríguez Arellano nació el 1 de julio de 1942 en la ciudad de San Luis Potosí. En su juventud, practicó distintos deportes, comenzando por la Tauromaquia, pasando por el béisbol, fisicoculturismo y la lucha amateur. Fue en 1955 en que, luego de presenciar una lucha entre Felipe Ham Lee y Dorrell Dixon, se impresionó tanto que decidió convertirse en luchador profesional. 

## Carrera como luchador
Largos años de entrenamiento y de actividad amateur lo convirtieron en un insigne deportista que, en 1964, fue elegido para representar a su país en los Juegos Olímpicos de Tokio; lamentablemente, debido a problemas financieros en la delegación, Rodríguez Arellano no pudo marchar a Japón. Ese mismo año debutó con el nombre de Ricardo Durán, iniciándose en pequeñas arenas mexicanas. Por esa época Valente Pérez, dueño de la revista Lucha Libre, tuvo la idea de crear un personaje enmascarado cuyo físico fuera despampanante (aunque no quería un fisiculturista grueso que no se pudiera mover) y cuya máscara cambiara con cada combate, de manera que los lectores de la revista pudieran enviar sus propios diseños. El nombre de este personaje sería Mil Máscaras y Pérez se dedicó a buscar al luchador que pudiera encarnarlo, encontrándose con este Ricardo Durán y haciéndolo debutar el 16 de julio de 1965 en un torneo de la Arena de México. Esa noche hizo pareja junto con Black Shadow y salió victorioso contra René Guajardo y Karloff Lagarde. Dos años después, obtuvo su primer título derrotando a Espanto. En 1968 luchó por primera vez en los Estados Unidos, logrando un amplio éxito.
Durante los años 70, Mil Máscaras también luchó en su México natal, Puerto Rico, Japón y la ciudad de Los Ángeles. En 1971, su nombre tuvo ecos en el país asiático y le llevaron a competir en la empresa All Japan Pro Wrestling (AJPW), donde derrotó a Kantaro Hoshino en Tokio el 19 de febrero de ese año. En 1972 debutó en el Madison Square Garden, donde derrotó al local Spoiler. Durante la década, Mil Máscaras también tuvo feudos con luchadores mexicanos como TNT, Canek, El Halcón y Ángel Blanco. Estas luchas tuvieron lugar principalmente en Norteamérica y se transmitieron en estaciones en español en los Estados Unidos. También fue el campeón de peso pesado de la promoción de lucha libre IWA, que fue fundada por Eddie Einhorn.
En 1974, Mil Máscaras fue el Campeón Mundial de la efímera promoción de la Asociación Internacional de Lucha Libre con sede en la ciudad de Nueva York. Tuvo importantes defensas del título contra competidores como Ivan Koloff y Ernie Ladd. Posteriormente fue votado el luchador más popular en las revistas PWI e Inside Wrestling. Con el pasar de los años, sus movimientos se hicieron más lentos, pero nunca dejó de luchar.
Mil Máscaras hizo muchas apariciones durante los años 80 y 90 en la empresa puertorriqueña World Wrestling Council (WWC). También luchó en World Championship Wrestling (WCW), donde su combate más notable fue un combate con Cactus Jack en el evento Clash of the Champions X: Texas Shootout el 6 de febrero de 1990 en el Memorial Coliseum en Corpus Christi, Texas.
El 10 de septiembre de 1991, a la edad de 49 años, Mil Máscaras ganó su último título, el Campeonato Mundial Peso Pesado de la WWA (México). Fue poseedor del título hasta 1994 y asumió un estado de semi-retiro después de su reinado final.
En 1997 realizó una aparición en la WWF al participar en el evento Royal Rumble, entrando en el puesto #11  y sacó de combate tanto a Pierroth Jr. como Cibernético; para luego eliminarse a él mismo.
El 5 de diciembre de 2002, Mil Máscaras derrotó a Manny Fernández en el show inaugural de Legacy Wrestling Enterprises en Fort Worth, Texas. El 25 de julio, celebró 50 años de trayectoria en el ring haciendo equipo con su hermano Sicodélico y su sobrino El Hijo De Dos Caras para enfrentar a uno de sus mayores rivales, Canek, junto con Negro Navarro y Rey Bucanero en un combate de relevos australianos.

## Carrera como actor

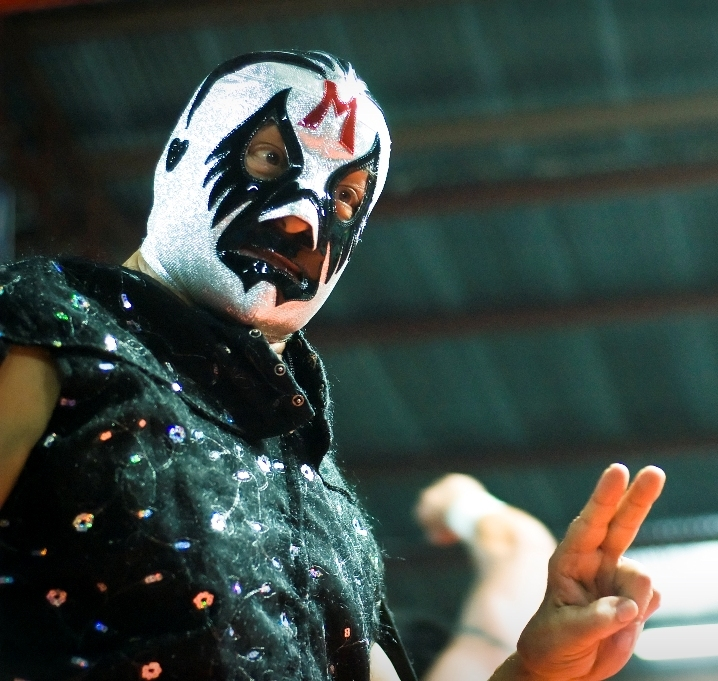
El luchador mexicano, Mil Máscaras.

Además de su carrera como luchador profesional, Mil Máscaras tuvo una sólida trayectoria como actor. Protagonizó una serie de 20 películas de acción de luchadores comenzando con su debut en 1966 a los 24 años. En ese año, el productor de cine mexicano Luis Enrique Vergara estaba buscando un nuevo enmascarado para protagonizar sus películas de lucha libre y terror, que entonces eran furor del cine mexicano. Mil Máscaras fue la primera personalidad de la Lucha Libre mexicana que fue creada específicamente para ser una estrella de cine, ya que toda su personalidad y apariencia llamativa fue diseñada inicialmente para las películas. De hecho, su carrera de lucha libre en la vida real surgió y surgió de la emoción generada por sus apariciones en películas.
Las dos estrellas de cine habituales de Vergara de repente dejaron de estar disponibles. El Santo lo había abandonado por una disputa contractual, y Blue Demon resultó herido inesperadamente en el transcurso de una lucha. Sin querer dejar de hacer sus exitosos rapiditos cinematográficos, Vergara decidió transformar al entonces joven Mil Máscaras como la estrella de sus próximas dos películas. La primera película, titulada simplemente Mil Máscaras (1966), fue rodada en blanco y negro y convirtió al luchador en una especie de superhéroe. La película le dio a Mil Máscaras una historia de origen al estilo de un cómic, que parece haber sido un poco extraída de las entonces populares novelas pulp de Doc Savage que se vendían muy bien en las librerías de ciencia ficción a mediados de los años 60. Según el guion, Mil era un bebé que fue encontrado abrazado en los brazos de su madre fallecida en una zona de Europa devastada por la Segunda Guerra Mundial y fue enviado a un orfanato. Un grupo de científicos (no afiliados a ningún país en particular) adopta al niño, utilizándolo en secreto como conejillo de indias, sometiéndolo a un régimen intensivo de ejercicio físico y entrenamiento mental a medida que madura.
A medida que fueron avanzando los años, sus películas se fueron volcando al cine fantástico, con elementos como vampiresas en Las Vampiras (1969) y momias en Las Momias de Guanajuato (1971). Mil conformó junto con Santo y Blue Demon el grupo de titanes de Los Campeones Justicieros (1970). Es de notar el hecho que en sus últimas películas ha coprotagonizado junto a los hijos de ambos legendarios luchadores, El Hijo del Santo y a Blue Demon, Jr.
Se hicieron varias otras películas en equipo, la mayoría coprotagonizadas por Mil Máscaras, quien en ese momento se estaba convirtiendo en el "rey de las películas en equipo". Vuelven los Campeones Justicieros (1972) fue muy similar a la primera película, solo que con El Fantasma Blanco reemplazando a El Médico Asesino, El Rayo de Jalisco reemplazando a Tinieblas y El Avispón Escarlata reemplazando a La Sombra Vengadora.
En 1973, volvió a formar equipo con Tinieblas y El Fantasma Blanco en dos películas más, Leyendas Macabras de la Colonia y Las Momias de San Ángel. Luego, en ese mismo año, Mil Máscaras coprotagonizó con Sergio Oliva en Black Power y luchó junto al entonces famoso Superzan en Vampiros de Coyoacán. Años más tarde, unió fuerzas una vez más con El Santo y Blue Demon en Misterio en las Bermudas , que la mayoría de los fanáticos del cine mexicano consideran como la última entrada real en el entonces desvanecido género de lucha libre/terror mexicano.
La carrera cinematográfica de Mil Máscaras permaneció inactiva después de 1990 durante 17 años, pero más recientemente volvió a aparecer en películas. En 2007, protagonizó Mil Máscaras vs. The Aztec Mummy. La película se proyectó en festivales de todo el mundo, obteniendo premios y nominaciones junto con críticas positivas. La película también disfrutó de popularidad y publicidad casi continua durante varios años después de su debut, incluidos dos artículos de portada de revista en 2012. También apareció en los filmes Aztec Revenge (2008), y Aztec Revenge (2015).

## Legado

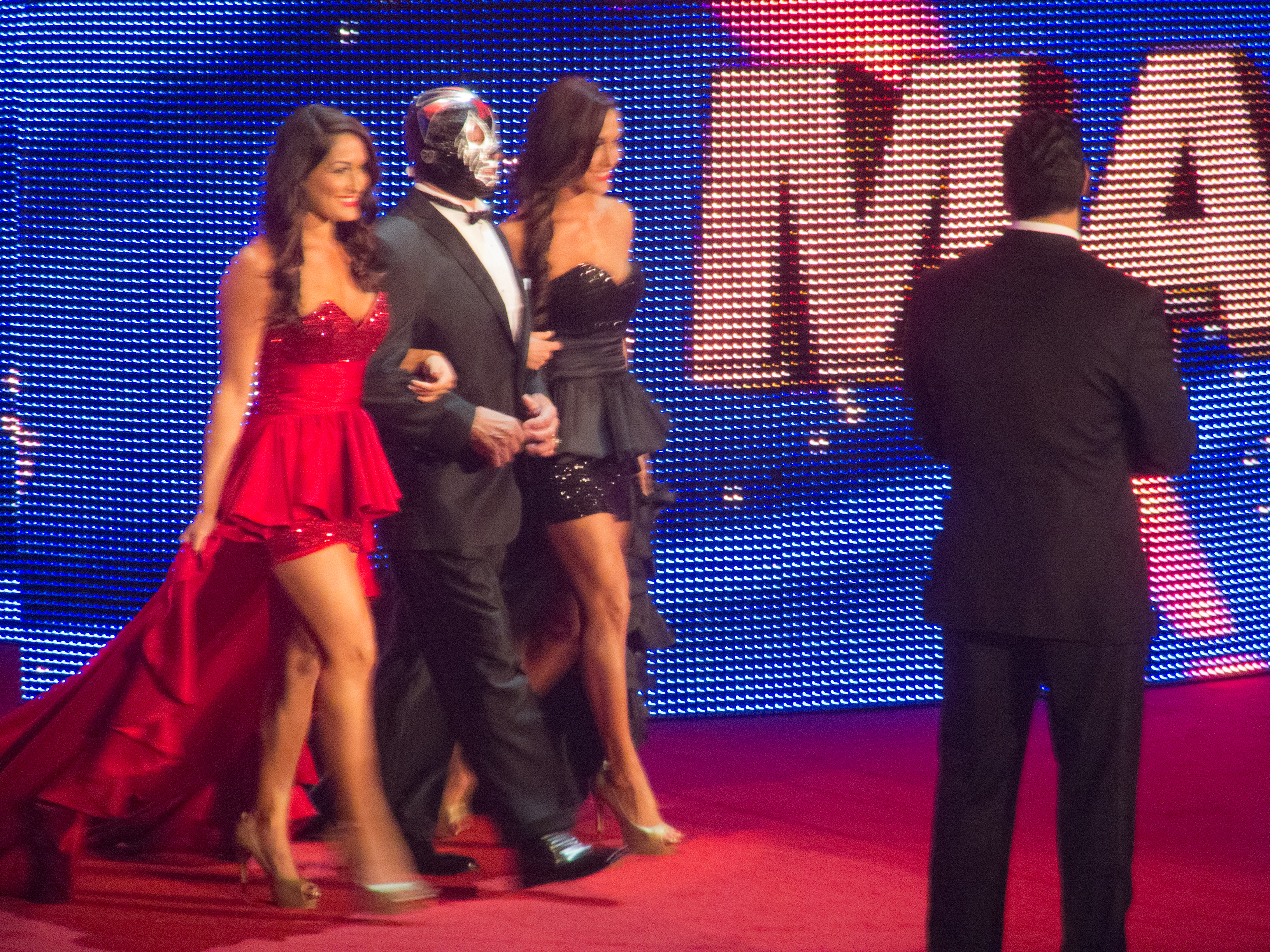
Máscaras en su introducción a la clase 2012 del Salón de la Fama de WWE, acompañado de The Bella Twins.

Mil Máscaras es uno de los pocos luchadores que es considerado con el estatus de leyenda en México, Estados Unidos, Sudamérica y Japón. El luchador nipón Satoru Sayama (el Tiger Mask original), ha descrito el impacto de Mil Máscaras en la lucha libre profesional japonesa: "Si no fuera por Mil Máscaras, no habría Jushin Liger, ni Último Dragón ni The Great Sasuke hoy". El 7 de octubre de 2011, Mil Máscaras regresó a Japón para celebrar el 40 aniversario de su debut en el país. Se asoció con Dos Caras y el propio Sayama interpretando a Tiger Mask para derrotar a Cima, Último Guerrero y Tiger Mask IV en una lucha por equipos de seis hombres.
El éxito de Mil Máscaras en la lucha libre estadounidense también allanó el camino para otros luchadores como Rey Mysterio Jr., quien se ha convertido en uno de los luchadores más populares. Incluso después de cumplir 70 años, Mil Máscaras continúa presentándose esporádicamente. En 2001, fue incluido en el Salón de la Fama de la Lucha Libre Profesional del Sur de California.
En 2006, Mil Máscaras fue honrado por el Cauliflower Alley Club, una organización fraternal de luchadores tanto retirados como activos. The Destroyer, uno de sus legendarios rivales, le entregó un premio en el evento. The Destroyer también comentó: "Él fue el mejor competidor con el que he luchado. Él nunca te dio nada -es cierto- pero yo tampoco le di nada. Hablas de un rodaje o medio- disparar, y ese es el tipo de lucha que fue".
El 21 de octubre de 2011, la revista mexicana Súper Luchas anunció que el legendario luchador sería exaltado al WWE Hall of Fame Class 2012. Esto lo convierte en el primer luchador originario de México y el primer luchador enmascarado en recibir esta conmemoración y el anuncio se daría durante la primera grabación de WWE SmackDown para televisión desde México, esa misma noche desde el Palacio de los Deportes. De igual forma, fue homenajeado por el Consejo Mundial de Lucha Libre en el año 2018, en el evento "Homenaje a Dos Leyendas" junto a Salvador Lutteroth por su trayectoria profesional dentro del deporte.
Mil Máscaras aún está activo en la lucha en la actualidad, apareciendo ocasionalmente en algunas funciones de exhibición. Son miles los fanáticos con que cuenta alrededor del mundo, y sus películas son altamente buscadas y coleccionadas por los fanáticos del género, para los que se ha convertido en un personaje de culto.

## Vida personal
Rodríguez es hermano de los también luchadores José Luis (Dos Caras) y Pablo (Sicodélico). Es tío de Alberto Del Rio (excampeón mundial de WWE también conocido como Dos Caras Jr.), el actual El Hijo de Dos Caras, Sicodélico Jr. e Hijo Del Sicodélico.
Se casó en dos ocasiones, teniendo cuatro hijos (dos varones y dos mujeres) con su primera esposa, quien murió en 1975; y otras dos hijas con su segunda esposa, con quien se casaría en el año 1995.
Mil Máscaras es un ávido fanático del golf y juega en muchos torneos benéficos en todo el mundo, incluido el Torneo de Golf de Celebridades anual de la Fundación Memorial de la Policía de Los Ángeles.

## Filmografía
- 1968: Los Canallas[3]
- 1969: Las Vampiras[4]
- 1969: Mil Máscaras[5]
- 1969: Enigma de Muerte[6]
- 1971: Los Campeones Justicieros[7]
- 1972: Santo vs. las momias[8]
- 1972: El Robo de las Momias de Guanajuato[9]
- 1972: Vuelven los Campeones Justicieros[10]
- 1972: Las Bestias del Terror[11]
- 1973: Una Rosa Sobre el Ring[12]
- 1974: Leyendas Macabras de la Colonia[13]
- 1974: Los Vampiros de Coyoacán[14]
- 1975: Las Momias de San Ángel[15]
- 1975: El Poder Negro[16]
- 1979: Misterio en las Bermudas[17]
- 1983: El Hijo de Santo en la Frontera Sin Ley[18]
- 1990: La Verdad de la Lucha[19]
- 1990: La Llave Mortal
- 2007: Mil Máscaras vs. The Aztec Mummy[20]
- 2008: Academy of Doom[21]
- 2009: Mil Máscaras: Héroe
- 2010: Aztec Revenge[22]

Nota: existen algunas otras películas que pueden considerar "apócrifas" entre ellas se destacará una nueva y próxima película "Tres Grandes Personajes" que se realizará en El Salvador y no autorizada por Aarón Rodríguez Arellano ni por Cartoon Network en ella, un supuesto Mil Máscaras unirá fuerzas con Samurai Jack para combatir una ola de crímenes que sería liderada por Yumi de Hi Hi Puffy AmiYumi quien en la película aparece como malvada.

## Campeonatos y logros
- Bolivia
  - Perdió su invicto de 25-0 con el 10 veces Campeón Mundial RVR.
- Comisión de Box y Lucha Libre de México, D. F.
  - Mexican National Light Heavyweight Championship (2 veces)[23]
- Alianza Latinoamericana de Lucha Libre
  - ALLL World Heavyweight Championship (1 vez)
- All Japan Pro Wrestling
  - PWF United States Heavyweight Championship (1 vez)[24]
- Cauliflower Alley Club
  - CAW Hall of Fame (2006)[25]
- International Wrestling Association (Georgia)
  - IWA World Heavyweight Championship (1 vez, único)[26]
- National Wrestling Alliance
  - NWA Americas Heavyweight Championship (4 veces)[27]
  - NWA Americas Tag Team Championship (1 vez) - con Alfonso Dantés (2) y Ray Mendoza (1)[28]
  - NWA Texas Tag Team Championship (1 vez) - con José Lothario[29]
  - NWA Hall of Fame (2009)
- World Class Wrestling Association
  - WCWA World Tag Team Championship (1 vez) - Jeff Jarrett[30]
- Professional Wrestling Hall of Fame and Museum
  - PWHF Hall of Fame (2010)[31]
- World Wrestling Association
  - WWA World Heavyweight Championship (2 veces)[32]
- WWE
  - WWE Hall of Fame]] (2012)[33]
- Pro Wrestling Illustrated
  - PWI Most Popular Wrestler of the Year]] (1975)[34]
- Wrestling Observer Newsletter
  - WON Hall of Fame (1996)[35]

## Luchas de apuestas
| 1. Cabellera  | Mil Máscaras | Benny Galant     | Ciudad de México            | 22 de abril de 1966      |
| 2. Cabellera  | Mil Máscaras | Black Gordman    | Los Ángeles, California     | 19 de septiembre de 1969 |
| 3. Cabellera  | Mil Máscaras | Bull Ramos       | Los Ángeles, California     | 10 de octubre de 1969    |
| 4. Máscara    | Mil Máscaras | Barón Escarlata  | Desconocido                 | 2 de enero de 1971       |
| 5. Máscara    | Mil Máscaras | Frankenstein     | Tijuana, Baja California    | 1974                     |
| 6. Cabellera  | Mil Máscaras | Alfonso Dantés   | Ciudad de México            | 22 de febrero de 1977    |
| 7. Máscara    | Mil Máscaras | El Halcón        | Ciudad de México            | 29 de julio de 1977      |
| 8. Máscara    | Mil Máscaras | El Halcón        | Japón                       | 13 de septiembre de 1978 |
| 9. Cabellera  | Mil Máscaras | Popitekus        | Tijuana, Baja California    | Agosto de 1988           |
| 10. Cabellera | Mil Máscaras | Príncipe Battu   | Dallas, Texas               | 20 de noviembre de 1994  |
| 11. Máscara   | Mil Máscaras | Gran Markus, Jr. | Naucalpan, Estado de México | 29 de junio de 1997      |
| 12. Máscara   | Mil Máscaras | Venom            | Reynosa, Tamaulipas         | 17 de marzo de 2007      |
| 13. Máscara   | Mil Máscaras | El Yuma          | 20 de marzo de 2007         |                          |